# Enicospilus pseudonymus
Enicospilus pseudonymus är en stekelart som beskrevs av Perkins 1915. Enicospilus pseudonymus ingår i släktet Enicospilus och familjen brokparasitsteklar. Inga underarter finns listade i Catalogue of Life.